# Intro
Intro — The Gift Recordings — компиляционный альбом группы Pulp, вышедший в 1993 году.

## Об альбоме
Intro — The Gift Recordings содержит синглы, записанные на лейбле Gift Records и вышел в октябре 1993. Песня «Babies», находящаяся здесь, это оригинал 1992 года, версия 1994 года записана на альбоме His 'n' Hers.

## Список композиций
1. «Space»
2. «O.U. (Gone, Gone)»
3. «Babies» (original version)
4. «Styloroc (Nites of Suburbia)»
5. «Razzmatazz»
6. «Sheffield: Sex City»
7. «Stacks»
8. «Inside Susan»
9. «59, Lyndhurst Grove»

## Участники записи
- Джарвис Кокер — вокал, гитара
- Расселл Сениор — гитара, скрипка
- Кандида Дойл — клавишные
- Стив Маки — бас-гитара
- Ник Бэнкс — ударные